# Cast Thy Bread Upon the Waters (film 1910 Haldane)
Cast Thy Bread Upon the Waters è un cortometraggio muto del 1910 diretto da Bert Haldane.

## Trama
Dei vagabondi si prendono la colpa di aver rubato della carne che, in realtà, era stata presa da una ragazza affamata.

## Produzione
Il film fu prodotto dalla Hepworth.

## Distribuzione
Distribuito dalla Hepworth, il film - un cortometraggio di 152 metri - uscì nelle sale cinematografiche britanniche nell'agosto 1910.
Si conoscono pochi dati del film che, prodotto dalla Hepworth, fu distrutto nel 1924 dallo stesso produttore, Cecil M. Hepworth. Fallito, in gravissime difficoltà finanziarie, il produttore pensò in questo modo di poter almeno recuperare il nitrato d'argento della pellicola.